# Khalouia
Khalouia là một đô thị thuộc tỉnh Mascara, Algérie. Dân số thời điểm năm 2002 là 4.984 người.